# 黃尾無鰭蛇鰻
黃尾無鰭蛇鰻為輻鰭魚綱鰻鱺目糯鰻亞目蛇鰻科的其中一種，分布於印度太平洋區，從塞席爾群島至夏威夷群島、中途島海域，棲息深度7-293公尺，體長可達80公分，棲息在水質清澈的珊瑚礁海域，屬肉食性。

## 擴展閱讀
維基物種上的相關：黃尾無鰭蛇鰻